# Victoria Welby
Victoria, Lady Welby, angleška samoizobražena filozofinja jezika, glasbenica in umetnica akvarela, * 27. april 1837, London, Združeno kraljestvo, † 29. marec 1912, London, Združeno kraljestvo.
Victoria, Lady Welby, katere pravo ime je Victoria Lady Welby-Gregory, se je na področju filozofije ukvarjala s teorijo jezika in razlago pomena. Napisala je nekaj del, predvsem pa so zelo pomembna njena dopisovanja s Charlesom Sandersom Peirceom.

## Življenje
Victoria, Lady Welby se je rodila 27. aprila 1837 v Londonu. Njena starša, Charles Stuart-Wortley-Mackenzie in Lady Emmeline Stuart-Wortley, sta jo krstila za Victorio Alexandrino Mario Louso Stuart-Wortley. Po smrti očeta leta 1844 je veliko potovala z materjo in vse dogodivščine zapisala v svoj dnevnik. Leta 1855 ji je med potovanjem po Osmanskem cesarstvu na poti od Antiohije do Bejruta umrla še mama, zato se je vrnila v Anglijo k dedku, Johnu Mannersu, v Belvoir Castle. Tri leta kasneje se je preselila v Frogmore, k prijateljici svoje mame – vojvodinji Kent, mami kraljice Viktorije. Ko je vojvodinja umrla, je postala družica svoji botri, kraljici.
Leta 1863 se je poročila z baronetom Williamom Welby-Gregoryem, ki je bil zelo aktiven v britanski politiki. Živela sta v Lincolnshireju, v vasici Denton Manor in imela tri otroke. Hčerka Nina se je kasneje poročila z založnikom Harryem Custom. Ko so se otroci odselili, je Welby začela s precej intenzivnim samoizobraževanjem, saj je do tedaj pridobila le malo izobrazbe. To je vključevalo veliko pogovarjanja in dopisovanja z nekaterimi vodilnimi britanskimi misleci tistega časa. Za viktorijanske Angleže višjega položaja je bilo običajno, da so postali pisatelji in misleci (npr. Darwin, Lord Acton, Charles Babbage), medtem ko je bila Lady Welby takrat ena redkih žensk, ki se je ukvarjala s filozofijo in pisanjem knjig ter člankov.
Januarja 1912 je utrpela delno afazijo in paralizo. Umrla je 29. marca 1912 v Londonu (Borough of Harrow).

## Delo
Njene prve objave so bile povezane s krščansko teologijo, zlasti z interpretacijo Svetega pisma. Prva objavljena knjiga, Links and Clues, je bila izdana leta 1881, vendar je bila tako kot njena kasnejša dela malo brana in neopažena. V iskanju odgovora na vprašanje, zakaj so njene objave tako neuspešne, se je začela zanimati za jezik, retoriko, načine prepričevanja in filozofijo. Tako je konec 19. stoletja že izdajala članke v vodilnih akademskih revijah angleškega jezika, kot sta Mind in The Monist. Leta 1903 je izdala svojo prvo filozofsko knjigo, What Is Meaning? Studies in the Development of Significance. Leta 1911 ji je sledila še druga, Significs and Language: The Articulate Form of Our Expressive and Interpretive Resources. Istega leta je za Enciklopedijo Britannico napisala članek z naslovom Significs. Njeno razmišljanje o realnem obstoju časa je zapisala v knjigi Time As Derivative (1907).

### Dopisovanja
Njena knjiga What Is Meaning? je prejela pozitivno kritiko v časopisu The Nation, ki jo je napisal Charles Sanders Peirce, ustanovitelj ameriškega pragmatizma in Welbyin dopisovalec. Njuno dopisovanje je bilo do danes objavljeno že trikrat, nazadnje leta 2001. Welby in Peirce sta bila akademska posebneža in njuna pristopa k jeziku in pomenu sta si bila v marsičem podobna. V večini pisem Peirce razlaga svojo teorijo o semiotiki. Iz odgovorov dame Welby je razvidno, da je težko sledila njegovim razlagam. Kljub temu se je vseeno trudila predstaviti Peirceja angleškim mislecem z deljenjem njegovih pisem. 
Drugi Welbyin dopisovalec je bil C. K. Ogden. Dopisovati sta si začela leta 1910. Lady Welby pomembno vplivala na njegova kasnejša dela, čeprav je Ogden v svoji najbolj znani knjigi The Meaning of Meaning (1923) trdil, da je bil njen vpliv zanemarljivo majhen. Dopisovala si je tudi z Williamom Jamesom, F. C. S. Schillerjem, Mary Everest Boole, italijanskima pragmatistoma Giovannijem Vailatijem in Mariom Calderionijem, Bertrandom Russellom in J. Cookom Wilsonom.

### Teorija jezika
Welbyino zanimanje za pomen izvira iz prvotnega zanimanja za teologijo in interpretacijo Svetega pisma, o čemer je pisala v svoji prvi knjigi Povezave in namigi (Links and Clues) iz leta 1881. Ukvarjanje s problemom pomena je vključevalo tudi vsakdanjo uporabo jezika. Da bi razložila svoj pristop k problemu, je ustvarila nov pojem “signifikacija” (significs). Menila je, da njena beseda bolj natančno opredeljuje področje zanimanja v jeziku, s katerim se je ukvarjala in ga drugi pojmi v svoji definiciji večkrat prezrejo (npr. semiotika in semantika). Signifikacija (significs) je predhodnica današnje semiologije, vede o jezikovnih znakih in sistemih znakov.
Razlikovala je med različnimi vrstami pomena in med njimi razvila več povezav. Poleg tega jim je določila tudi etično, estetično, pragmatično in družbeno vrednost. Tri glavne vrste pomena so smisel, pomen in pomembnost. Ta razdelitev ustreza trem nivojem zavesti, ki jih Lady Welby poimenuje “planetarna”, “solarna” in “kozmična”, ter jo delno razloži s pomočjo Darwinove evolucijske teorije. Triadno strukturo razmišljanja je uporabljal tudi C. S. Peirce, njen dopisovalec.
Welbyine teorije o pomenu so bile ene izmed velikega števila pristopov k teoriji jezika, ki se je razcvetela v poznem 19. stoletju. Kasneje se je teorija razdelila na tri moderne veje: semantiko, semiotiko in semiologijo. Lady Welby je dala pobudo za nastanek pretežno danske skupine (Significs group), ki je združevala somišljenike na področju novokantovske filozofije. Člana te skupine sta bila med drugim Gerrit Mannoury in Frederik van Eeden. Posredno je vplivala tudi na  L. E. J. Brouwerja, ustanovitelja intuitivne logike.

## Druga zanimanja
Lady Welby nista navduševali le filozofija jezika in teologija. Dejavna je bila na zelo raznolikih področjih. Ustanovila je Sociološko skupnost Velike Britanije (Sociological Society of Great Britain), Skupnost za okrasno šivanje (the Decorative Needlework Society) ter pisala pesmi in drame.

## Dela Viktorije, Lady Welby
V slovenščino ni prevedenih nobenih del Viktorije, Lady Welby, prav tako ni omenjena v nobenem delu drugih avtorjev, ki bi bilo napisano ali prevedeno v slovenščino.
Njena pomembnejša dela v angleščini:
- 1893. Meaning and metaphor (Monist 3:4 (1893) str. 510-525)
- 1896. Sense, meaning, and interpretation I (Mind 5:17 (1896) str. 24-37)
- 1896. Sense, meaning, and interpretation II (Mind 5:18 (1896) str. 186-202)
- 1901. Notes on the 'Welby Prize Essay' (Mind 10 (1901) str. 188-209)
- 1903. What Is Meaning? Studies in the Development of Significance
- 1911. Significs and Language: The Articulate Form of Our Expressive and Interpretive Resources 1977. Semiotic and Significs: Correspondence between Charles S. Peirce and Victoria Lady Welby (uredil Charles S. Hardwick s pomočjo Jamesa Cooka. Indiana University Press, 1977)
- 1931. Other Dimensions: A Selection from the Later Correspondence of Victoria, Lady Welby (uredil Mr Henry Cust. Jonathan Cape, 1931)